# 圣玛丽凯尔克
圣玛丽凯尔克（法語：Sainte-Marie-Kerque，法語發音：[sɛ̃t maʁi kɛʁk]）是法国上法蘭西大區加来海峡省的一个市镇，属于圣奥梅尔区。

## 地理
圣玛丽凯尔克（50°53'58"N, 2°8'16"E）面积18.47 平方千米，位于法国上法蘭西大區加来海峡省，该省份为法国北部沿海省份，西北濒北海，南至索姆省，东临北部省。
与圣玛丽凯尔克接壤的市镇（或旧市镇、城区）包括：欧德吕克、布尔堡、曼克尼约尔莱、波兰科沃、吕曼盖姆、圣福尔坎、圣皮埃尔布鲁克。

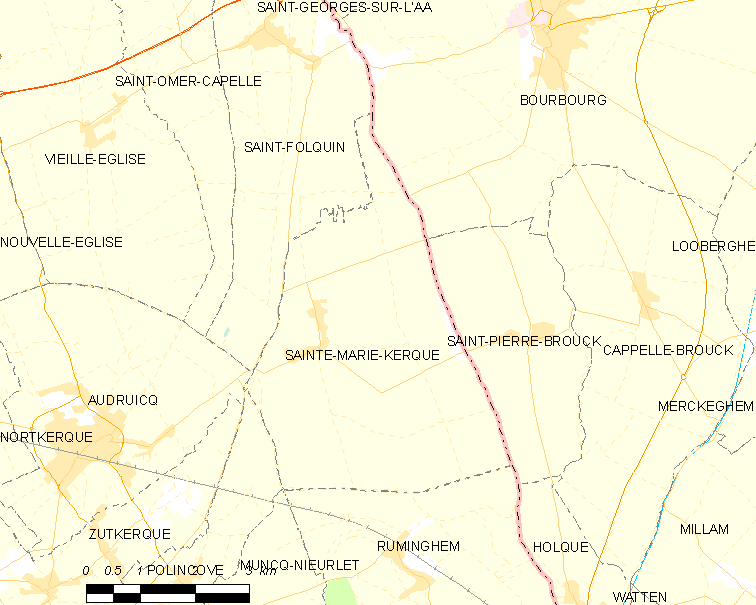
圣玛丽凯尔克的OSM定位图

圣玛丽凯尔克的时区为UTC+01:00、UTC+02:00（夏令时）。

## 行政
圣玛丽凯尔克的邮政编码为62370，INSEE市镇编码为62756。

## 政治
圣玛丽凯尔克所属的省级选区为马克县。

## 人口

1962-2008年间圣玛丽凯尔克人口变化图示

圣玛丽凯尔克于2022年1月1日时的人口数量为1715人。